# 나카타말
나카타말(스페인어: nacatamal)은 니카라과와 온두라스를 비롯한 중앙아메리카의 전통 음식이다. 닉스타말화된 옥수수 마사로 만든 타말의 하나이다. 니카라과의 국민 음식 가운데 하나로 여겨진다.

## 이름
스페인어 "나카타말(nacatamal)"의 어원은 "고기 타말"이라는 뜻의 나와트어 "나카타말리(nacatamalli)"이며, 이는 "고기, 살"을 뜻하는 "나카틀(nacatl)"과 "쌈"을 뜻하는 "타말리(tamalli)"가 합쳐진 말이다.

## 만들기
쌀은 물에 불려 두고, 돼지고기는 식초나 쓴귤 즙, 안나토, 소금으로 양념해 재어 둔다.
닉스타말을 마늘, 양파, 피망, 민트 등과 갈아서 마사반죽을 만든 다음 쓴귤 즙을 섞거나, 또는 마늘, 양파, 피망, 민트 등을 쓴귤 즙과 간 것을 마사가루와 섞어 반죽한다. 안나토와 돼지뼈 육수도 넣어 섞는다. 큰 냄비에 라드를 녹이고, 마사 반죽을 넣어 저으며 익힌다. 물 같던 반죽이 익어서 걸쭉해지면 불에서 내려 식힌다.
바나나잎에 식은 마사 반죽, 재어둔 돼지고기, 양파, 토마토, 피망, 감자 등 채소와 민트, 불려둔 쌀 등을 올리고 잘 싸서 꽁꽁 묶은 다음에 삶아 낸다.

## 같이 보기
- 소를 넣은 음식 목록